# بارياوس (أسطورة)
بارياوس (بالإنجليزية: Bariaus)‏ في أساطير ميلانيزيا أرواح تسكن جذع الشجرة العجوز لكنها تتوارى خجلا، وتجفل، ثم تفر بعيدا عندما يقترب منها البشر.